# Gyűlölet-bűncselekmény
Gyűlölet-bűncselekmény (angolul hate crime) alatt olyan bűncselekményeket értünk, amelyekben a tett elkövetésének indoka az áldozat valamely társadalmi csoporthoz tartozása. A gyűlölet-bűncselekmények áldozatai legtöbbször a faji, etnikai, nemzeti, vallási, szexuális orientáció, nemi identitás vagy fogyatékosság szerinti kisebbségi csoportok tagjai közül kerülnek ki. A gyűlölet-bűncselekmények elsősorban erőszakos cselekményeket foglalnak magukba, de kiterjesztett értelemben a zaklatás és a gyűlöletbeszéd is ebbe a kategóriába tartozik.

## Gyűlölet-bűncselekmények elleni törvények
A különböző országokban eltérő törvények vannak érvényben a gyűlölet-bűncselekmények kapcsán. Vannak országok ahol a gyűlölet-bűncselekmények külön tényállásnak minősülnek, míg más országok súlyosbító körülményként határozzák meg az ilyen típusú motivációt. A gyűlölet-bűncselekmények enyhébb formái (pl. a zaklatás) esetében több országban is lehetőség van polgári peres eljárásban kártérítést követelni. Számos országban adminisztratív rendelkezések írják elő, hogy a hatóságok külön statisztikákat vezessenek a gyűlölet által motivált bűncselekmények kapcsán.

### A magyar szabályozás
A magyar Büntető törvénykönyv 216. §-a„Közösség tagja elleni erőszak” néven bünteti a gyűlölet-bűncselekményeket. Az új Btk. hatályba lépése óta a törvény már nem csak a faji, etnikai vagy vallási gyűlölet által motivált erőszakos cselekményeket nevesíti, de külön kitér a szexuális irányultság, a nemi identitás vagy a fogyatékosság szerinti csoportok tagja ellen elkövetett támadásokra is.
A külön tényállás mellett számos bűncselekmény (pl. emberölés,  személyi szabadság megsértése esetében minősítő körülmény az aljas indok, amely a Legfelsőbb Bíróság döntése alapján az előítéletes indítékból elkövetett bűncselekmények esetén is alkalmazandó. Amely tényállásoknál az aljas indok nem szerepel minősítő körülményként, ott az előítéletes indíték a büntetés kiszabásakor súlyosító körülményként veendő figyelembe.
Mivel a magyar szabályozás a lakosság egyes csoportjai fordulat révén nyílt listát tartalmaz, kérdésként merül fel, hogy mely csoportok esetén alkalmazható a tényállás. A Legfelsőbb Bíróság egy gárdisták elleni támadás kapcsán kifejtette, hogy "a nemzeti, etnikai, faji, vallási vagy egyéb lakossági csoport ellen irányuló célból létrehozott és a törvényi előírásokkal nyilvánvalóan szembe helyezkedő szerveződés tagjait - kiváltképpen akkor, ha a szervezetet a bíróság jogerős döntésével már fel is oszlatta - értelemszerűen a büntetőjog sem védheti fokozottan, hiszen ebben az esetben a jogrend egységének elve szenvedne" súlyos sérelmet. Az ilyen bűncselekmények esetén az általános büntetőjogi szabályokat kell alkalmazni (pl. garázdaság, testi sértés).
A Btk. 332. §-a emellett „Közösség elleni uszítás” néven bünteti a gyűlöletbeszédet.

## Külső hivatkozások
- Gyűlölet-bűncselekmények Elleni Munkacsoport
- A gyűlölet-bűncselekmények kezelése: rendőri irányelvek a nyomozáshoz és a megelőzéshez. Rendőri Vezetők Nemzetközi Szervezete (IACP): (2001, 2013)
- Jogalkalmazási problémák a gyűlölet-bűncselekményekkel kapcsolatos eljárásokban. Gyűlölet-bűncselekmények Elleni Munkacsoport (2014)
- Hate crime. Tolerance and Non-discrimination Information System. Office for Democratic Institutions and Human Rights, OSCE. [2009. február 7-i dátummal az eredetiből archiválva]. (Hozzáférés: 2008. december 21.)
- Hate Crime Laws - A Practical Guide. Európai Biztonsági és Együttműködési Szervezet (2009)